# Boy Deul
Boy Darryl Deul (Amsterdam, 30 agosto 1987) è un ex calciatore olandese, di ruolo centrocampista.

## Palmarès

### Club

#### Competizioni nazionali
- Eerste Divisie: 1

Volendam: 2007-2008